# کوئینزلند ریل
کوئینزلند ریل (انگلیسی: Queensland Rail) یا کیو آر QR یک شرکت بهره‌بردار خطوط ریلی در ایالت کوئینزلند استرالیاست که خطوط ارتباطی متنوعی در سطح این ایالت و نیز به سایر مناطق استرالیا دارد. طول خطوط آهن مورد استفاده این شرکت در سطح ایالت کوئینزلند بالغ بر ۸۰۰۰ کیلومتر است. این شرکت تحت نظارت دولت کوئینزلند کار می‌کند.